# براين بابيت
براين بابيت (بالفرنسية: Brian Babit)‏ (ولد في 21 مارس 1993) هو لاعب كرة قدم فرنسي، يلعب كلاعب وسط.

## روابط خارجية
- براين بابيت على موقع رابطة كرة القدم الفرنسية للمحترفين (الإنجليزية)
- براين بابيت على موقع قاعدة بيانات كرة القدم.إي يو (الإنجليزية)
- براين بابيت على موقع Soccerway.com (الإنجليزية)